# Rijksstad Haguenau

Wapen van Haguenau

Haguenau (Duits: Hagenau) was een tot de Boven-Rijnse Kreits behorende rijksstad binnen het Heilige Roomse Rijk.
De nederzetting Haguenau is ontstaan in het Hagenauer Woud rond een burcht van graaf Hugo IV van Ensisheim. Keizer Frederik I Barbarossa bouwde hier een belangrijke palts en voorzag het geheel van een omwalling. In 1164 kreeg Haguenau stadsrechten. Koning Richard van Cornwall verhief de stad in 1260 tot rijksstad. Koning Rudolf van Habsburg stichtte de rijkslandvoogdij Haguenau als bestuursinstelling voor de koningsgoederen rond Haguenau. De stad sloot zich in 1354 aan bij de Tienstedenbond.
Het Verdrag van Münster van 1648 leverde de stad een onduidelijke status op: enerzijds gaf paragraaf 73 de landvoogdij Haguenau met de daarbij horende rechten over de stad aan Koninkrijk Frankrijk, anderzijds verplichtte Frankrijk zich in paragraaf 87 om de  rijksvrije status van de stad te respecteren. In 1674 bezette Lodewijk XIV van Frankrijk echter de rijksstad. Vervolgens werd de stad in het kader van de reünionspolitiek in 1680 door Frankrijk geannexeerd. In de Vrede van Rijswijk van 1697 erkenden de Europese mogendheden de inlijving van de rijksstad.